# Turupit
Turupit (Turupið , Turtuput, Turtupit) je božstvo, které bylo podle Knýtlingaságy společně s Rinvitem a Puruvitem ctěno na Rujáně.
Jeho jméno je pravděpodobně zkomoleninou jména Porenuta. Raffaele Pettazzoni je naopak vykládal jako Toropiec, od trepati „třást, udeřiti, spěchat“, Lubor Niederle jej ztotožnil s estonským bohem Tharapitou.